# Scaptesyle equidistans
Scaptesyle equidistans är en fjärilsart som beskrevs av Lucas 1890. Scaptesyle equidistans ingår i släktet Scaptesyle och familjen björnspinnare. Inga underarter finns listade.